# Кауе да Сілва
Кауе да Сілва або просто Кауе (порт.-браз. Kauê da Silva, нар. 10 березня 1995, Сан-Паулу, Бразилія) — бразильський футболіст, нападник «Палмейраса», який виступає в оренді за ФК «Львів».

## Життєпис
Народився в Сан-Паулу, вихованець молодіжної академії «Палмейраса». Ввжався одним з найтаалановитіших вихованців клубу. На дитячо-юнацькому рівні завоював чотири титули, в тому числі й перемога у чемпіонаті штату Сан-Паулу U-13 та в Кубку Бразилії U-15. У 2015 році підписав з «Палмейрасом» професіональний контракт, проте за першу команду клубу не зіграв жодного офіційного матчу. Натомість виступав по орендах. У 2017 році грав за «Ботафого» (Сан-Паулу) в Лізі Пауліста A1 (5 матчів, 1 гол). З липня по 30 листопада 2017 року виступав в «Оесте», у футболці якого й дебютував у Серії B. 1 липня 2017 року в переможному (2:0) домашньому поєдинку 11-о туру проти «Санта-Круж» Кауе на 64-й хвилині замінив Габріеля Васконселуша. Загалом же провів у Серії B 3 поєдинки. Декілька разів після повернення з оренд намагався закріпитися в «Палмейрасі», проте жодного разу у нападника цього не вийшло. Першу половину 2018 року провів в оренді в «Ліненсе», у футболці якого зіграв 10 матчів та відзначився 1 голом у Лізі Пауліста A1. З вересня 2018 року захищав кольори «Гуарані», проте в складі цього клубу зіграв усього 2 матчі в Серії B.
У лютому 2019 року відправився на збори до Туреччини з ФК «Львів», де в контрольних матчах відзначився 3-а голами, згодом керівництво «городян» домовилося з «Палмейрасом» про оренду нападника. Дебютував за «Львів» 23 лютого 2019 року в програному (0:1) поєдинку 19-о туру Прем'єр-ліги проти одеського «Чорноморця». Кауе да Сілва вийшов на поле в стартовому складі, а на 61-й хвилині його замінив Пернамбуко.